# 王玄應
王 玄応（おう げんおう、? - 621年）は、中国隋末唐初の人物。鄭の初代皇帝王世充の長男。

## 生涯
当初、王世充の兄である王世偉とともに宇文化及に従って東郡に駐屯していたところ、李密に敗退して捕えられたが、その後、王世充が李密を破ると、解放された。
開明元年（619年）4月10日、王世充の太子に立てられた。
開明2年（620年）7月21日、洛陽の東城に派遣されて駐屯した。このころ相前後して、唐の羅士信・黄君漢・史万宝・李勣・李君羨に敗れた。
武徳4年（621年）、虎牢の戦い後に王世充が唐に降伏して以降は、庶人に落とされ、兄弟らとともに蜀の地へ流された。その途中で、王世充とその兄の王世惲は、かねての仇敵であった独孤修徳によって殺害された。王世充のその他の親族は、みな謀反のかどで誅殺された。

## 夫人
- 韋匡伯（中国語版）（京兆韋氏（中国語版）、隋の朝散大夫）の長女

## 参考資料
- 『資治通鑑』巻189「唐紀五」
- 『隋書』巻85列伝第五十「王充伝」
- 『北史』巻79列伝第六十七「王世充伝」
- 『旧唐書』巻54列伝第四「王世充伝」
- 『新唐書』巻85列伝第十「王世充伝」